# كفر السحيمية
كفر السحِيمِية إحدى قرى مركز زفتى التابع لمحافظة الغربية بجمهورية مصر العربية. أصل الكفر من توابع منية خيار (كفر حسين) ثم فصل عنها سنة 1228 هـ.

## السكان
بلغ عدد سكان كفر السحيمية 1669 نسمة حسب تقدير عام 2018.
| السنة  | 1882 | 1897 | 1907 | 1927 | 1947 | 1960 | 1976 | 1986 | 1996 | 2006  | 2018 |
| ------ | ---- | ---- | ---- | ---- | ---- | ---- | ---- | ---- | ---- | ----- | ---- |
| القرية | 702  | 899  | 1050 | 1150 | 1041 | 1037 | 1069 | 1267 | 1679 | 1,957 | 1669 |